# Euphorbia angulata
Euphorbia angulata Jacq. 1789 es una especie fanerógama perteneciente a la familia Euphorbiaceae. 

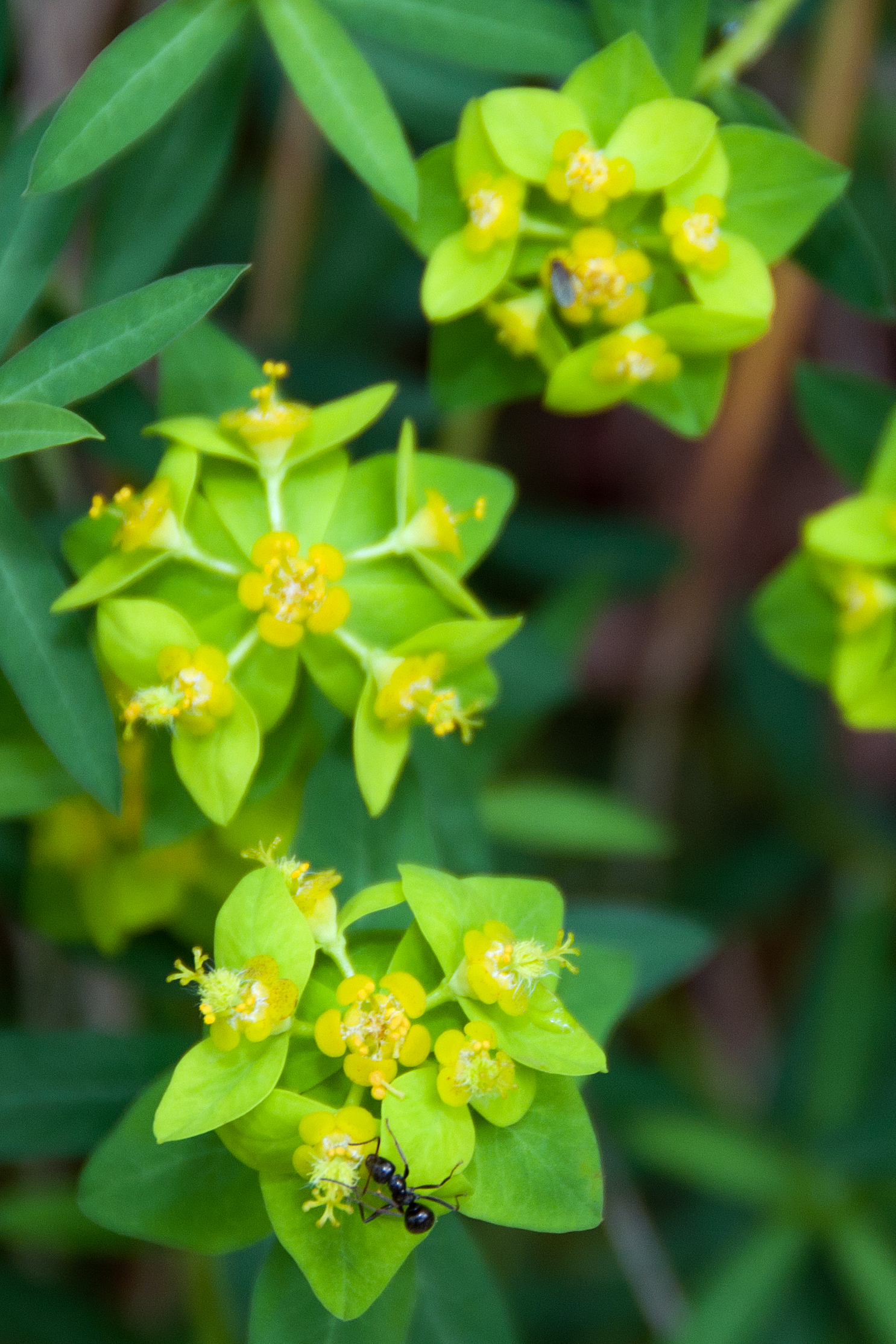
Ciatos

## Descripción
Es una planta perenne, herbácea, con rizoma horizontal, largo, carnoso, reptante, más delgado que el tallo, articulado, discontinuo, formado por segmentos espaciados.
Los tallos tienen de 10 a 40 cm de longitud, ascendentes, gráciles, flexuosos, delgados, de ordinario finamente angulosos, herbáceos, poco foliosos, simples, solitarios, glabros, por excepción laxamente pelosos, de ordinario con 1-4 ramas laterales fértiles. Las hojas caulinares  obovadas o elípticas, poco consistentes, reflejas , truncadas en la base, obtusas en el ápice, subsésiles, glabras o pelosas, especialmente por el envés, finamente denticuladas en la mitad superior o subenteras, de ordinario con margen rojizo. Ciatio de 2-2,3 mm, subsésil; nectarios no apendiculados, de color verde-amarillentos en antesis, finalmente de un pardo obscuro. Fruto subesférico, profundamente sulcado, glabro, de color pardo-verdoso; cocas redondeadas. Semillas ovoideas, lisas, pardas. 2n = 10, 12.

## Distribución y hábitat
Se encuentra en las orlas de los bosques caducifolios y formaciones arbustivas, más rara en los prados; prefiere lugares nemorales con suelos éutrofos y ácidos, raramente calcáreos en alturas de 200 - 1900 m s. n. m. en el centro, oeste y sur de Europa hasta la Rusia central y austral. 

## Taxonomía
Euphorbia angulata fue descrito por Nikolaus Joseph von Jacquin y publicado en Collectanea 2: 309. 1789.
Etimología
Euphorbia: nombre genérico que deriva del médico griego del rey Juba II de Mauritania (52 a 50 a. C. - 23), Euphorbus, en su honor – o en alusión a su gran vientre –  ya que usaba médicamente Euphorbia resinifera. En 1753 Carlos Linneo asignó el nombre a todo el género.
angulata: epíteto latino que siognifica "con ángulos".
sinonimia
- Euphorbia angulosa Boiss.
- Euphorbia dulcis subsp. angulata (Jacq.) Rouy
- Euphorbia dulcis var. chloradenia Boiss. in A.DC.
- Euphorbia lanuginosa Lam.
- Tithymalus angulatus (Jacq.) Raf.[4]
- Euphorbia dulcis var. angulata (Jacq.) Fiori in A.Fiori & al. (1901).
- Euphorbia nemoralis Kit. (1864), nom. illeg.
- Euphorbia angulata f. nemoralis Oudejans (1992 publ. 1993). .[5][6]